# Мими Айльмер
Мими Айльмер, настоящее имя — Евгения Спадони, (итал. Mimi Aylmer; Рим, 29 мая 1896 года — Болонья, 20 октября 1992 год), итальянская певица, актриса театра и кино, фотограф, общественный деятель, одна из первых автогонщиц в Италии.

## Биография и творческая карьера
Мими Айльмер — сценическое имя Евгении Спадони. Родилась в Риме в 1896 году в богатой тосканской семье. Однако после развода родителей осталась с матерью, заботе о которой посвятила всю свою жизнь.
Дебютировала как певица в кафе в четырнадцать лет, зарабатывая очень скромную зарплату. Ей часто приходилось менять свой имидж в исполнении песен. Неплохо зная английский язык, она представлялась как «англо-итальянская старлетка», взяла англоязычный псевдоним, под которым выступала всю жизнь. А также, как «единственный в Италии артист, который аккомпанирует себе на пианино во время пения песен». К 1914 году играла в варьете вместе с Гвидо Риччоли и Лучано Молинари. Во время одного из её шоу в мюзик-холле обратила на себя внимание директора продюсерской компании Film Gloria Марио Казерини, впоследствии предложившему Айльмер войти в киноиндустрию.
Выступая в ночных заведениях столицы, добилась такого успеха, что многие театральные труппы и импресарио предлагали ей сотрудничество.
В 1917 году получила роль «первой субретки» в театральной труппе Карло Ломбарди. Затем перешла в Национальную труппу Бартоли, в труппу оперетты Ваннутелли, пока не присоединилась к труппе Города Милана. Большой успех и известность, полученные в интерпретациях «Принцессы Чарды» и музыкальной комедии «Маленький шоколад», побудили её перейти в Театр прозы в 1921 году.
После того, как она перешла в Экспериментальную Театральную труппу, возглавляемую режиссёром Верджилием Талли, она, впоследствии, заняла должность примы в паре с Антонио Гандусио, также продолжая играть с Руджеро Руджери и Аристидом Багеттифино. В конце 1920-х годов постепенно стала отказываться от театральной сцены.
В период с 1914 по 1920 годы снималась в немых фильмах, в частности, в фильме «Она тот, кто все время страдает» (1914 год). В звуковом кино играла в фильме «Иностранка» в 1930 году. К 1951 году снялась в десяти фильмах, но затем окончательно решила оставить творческую деятельность, переключившись на частную жизнь.

## Автогонки
Вождение автомобиля было ещё одним занятием, которое Айльмер культивировала с особой страстью, чтобы повысить свою известность и эксцентричность. В 1920-е годы вождение было преимущественно мужской прерогативой. В своей спортивной одежде Айльмер пыталась выглядеть исключительной женщиной, такой как Грета Гарбо, Айседора Дункан и Соня Делоне. В 1927 году она участвовала в первом Гран При Монцы и в последующих соревнованиях, что вызвало многочисленные интервью и фотографии в журналах. В 1929 году её появление на первой странице самой авторитетной итальянской спортивной газеты Gazzetta dello Sport значительно повысило её известность. Винченцо Лянча, ведущий промышленник и основатель компании Lancia, предложил ей принять участие в Кубке Милле Милья — одной из самых известных автомобильных гонок в мире. Эта гонка проходила с 1927 года по маршруту в тысячу миль от Брешии до Рима и обратно. Гонки 1929 года были особенными, потому что в них не участвовали иностранные команды (в связи с экономическим кризисом) и потому, что впервые в них принимали участие женщины. Из двух женщин, которые участвовали в гонках, Айльмер (несмотря на то, что она была одна в машине) заняла впечатляющее двадцатое место со своей Lancia Lambda. Другая женщина-соперница, баронесса Д’Аванцо, вышла из гонки из-за поломки автомобиля. Автомобиль оставался важной частью её жизни. Это было надежное средство, которое сделало возможным её путешествия, использование для работы или туризма. Это также демонстрировало её эмансипацию и современность.

## Личная жизнь
В официальном браке ни с кем не состояла и не имела долгосрочных партнеров. Считала любовью всей своей жизни мать — Люсию Мугнайни, о которой заботилась до её смерти. Предметом слухов служили отношения с представителем Савойского дома, принцем Умберто II (будущим последним королем Италии) в 1920 году, который, будучи 16-летним юношей, часто приходил на её выступления. В 1924 году была в романтических отношениях с будущим министром фашистского правительства и зятем Муссолини, Галеаццо Чиано. Однако этот роман закончился всего через несколько месяцев из-за ревности самого Чиано и сопротивления его отца. Характер отношений с самим Муссолини не установлен, однако актриса регулярно получала от него телеграммы и фотографии. Была в близких отношениях с Артуро Лабриола — политиком, теоретиком революционно-синдикалистского и социалистического движений, а также с несколькими военными, чиновниками высокого ранга и другими влиятельными людьми, которых называла своими друзьями, либо любовниками.

## Завершение карьеры, архив, фонд
В октябре 1964 года переехала жить в дом престарелых Фонда Дом Лиды Борелли для артистов и операторов шоу в Болонье, в 1966 году опубликовала «Роман моей жизни» (Милан, Гастальди, 1966), автобиографическую книгу, в которой рассказывала об участии в 1929 году в автомобильной гонке, а также о своих любовных историях.
После её смерти в 1992 году, Фонд актрисы Мими Айльмер расположился в штаб-квартире Фонда Дома Лиды Борелли. Ранее сама Айльмер привела в порядок административную документацию, переписку и часть материалов, касающиеся её театральной деятельности. Газетные статьи, плакаты и разнородные материалы были разбиты в хронологическом порядке и вставлены в альбомы. Её жизнь и деятельность документированы в архивной коллекции, которая состоит из многочисленных газетных вырезок, полученной корреспонденции, тетрадей, подписанных контрактов и более трех тысяч фотографий.